# Guy Sorman

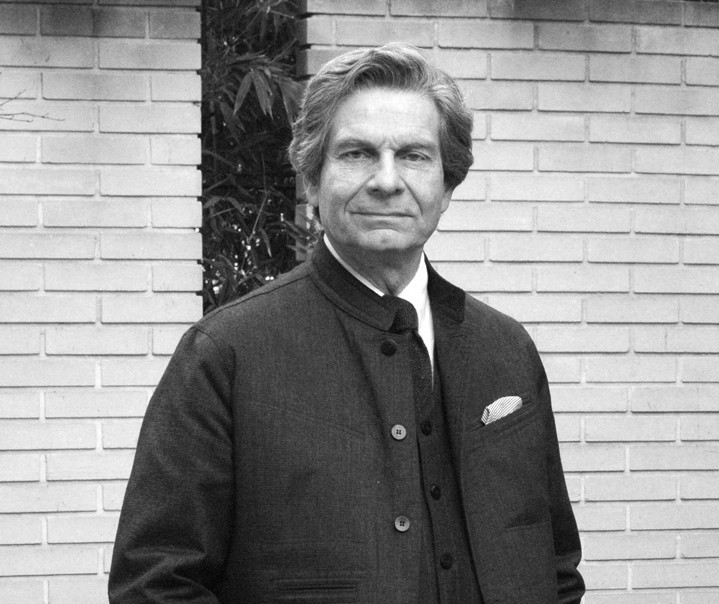
Guy Sorman (2016)

Guy Sorman (geboren am 10. März 1944 in Nérac als Berl Zormann) ist ein französischer Essayist, Publizist und Politikberater.

## Leben
Berl Zormanns Vater war Kaufmann in Kassel, er flüchtete vor den Nationalsozialisten nach Frankreich und überlebte die drohende Deportation. 1947 erhielt die Familie die französische Staatsbürgerschaft. Zormann änderte später seinen Namen. Er wuchs im Großraum von Paris auf und machte 1964 ein Diplom an der Sciences Po und 1969 einen Abschluss an der École nationale d’administration (ENA).
Sorman verfasste zahlreiche Essays und Bücher zu ökonomischen, kulturellen und philosophischen Themen. Er setzte sich unter anderem mit der Globalisierung, speziell im asiatischen Raum, auseinander. Dabei vertritt er oftmals Ideen des Neoliberalismus. Neben diversen politischen Beratungsaufgaben übernahm er Gastprofessuren. Er war Mitbegründer und zeitweise Leiter der NGO Action Contre la Faim. Sorman erhielt 2015 auch die US-amerikanische Staatsbürgerschaft. Er lebt in Paris und New York.

## Schriften (Auswahl)
- Révolution conservatrice américaine. 1983
- La Solution libérale. 1984
  - Der neue Liberalismus. Die Macht des Individuums in der verwalteten Gesellschaft. Übersetzung Nina Börnsen. München : Econ, 1986
- L’État minimum. 1985
- La Nouvelle Richesse des nations. 1987
  - Der neue Reichtum der Nationen : die Dritte Welt im Aufbruch. Übersetzung Hermann Kusterer. Düsseldorf : Econ, 1989
- Faut-il aider les Russes ? Paris, 1988
- Les Vrais Penseurs de notre temps. 1989
  - Denker unserer Zeit. 28 Gespräche. Übersetzung Brigitte Weidmann. München : List, 1993
- Sortir du socialisme. 1990
- En attendant les barbares. 1992
- Capital, suites et fin. 1993
- Le Bonheur français. 1995
- Le monde est ma tribu. 1997
- Une belle journée en France. 1998
- Le Génie de l'Inde, Fayard. 2000
- Le Progrès et ses ennemis. 2001
- mit Robert Conquest: Le Féroce XXe siècle : Réflexions sur les ravages des idéologies. Editions des Syrtes, 2001
- Les Enfants de Rifaa. 2003
- Made in USA. 2004
- L’Année du Coq, Chinois et rebelles. 2006
- L’économie ne ment pas. 2008
- Wonderful world. Chronique de la mondialisation (2006–2009). Fayard, 2009
- Journal d'un optimiste. Fayard, 2012
- Le Cœur américain. Éloge du don. 2013
- J'aurais voulu être français. Grasset, 2016
- Journal d'ailleurs, 2015–2017. Grasset, 2018
- Mon dictionnaire du bullshit. Grasset, 2021